# Ouroborus cataphractus
Ouroborus cataphractus és una espècie de saure terrestre de la família Cordylidae que viu en el sud d'Àfrica. Tenen un color marró groguenc i es troben en afloraments rocosos amb esquerdes i matolls, en hàbitats desèrtics o semidesèrtics.
Posseeixen en el coll i en el cos unes espines defensives gruixudes i unes escates quadrades en el costat dorsal. Aquestes estructures defensives es mostren d'una forma més eficient adoptant una postura enrotllada a manera d'anell, ja que giren el seu cos en l'eix sagital fins a mossegar-se la cua, exposant-les davant possibles atacs.
Són hivernants, vivípars (les femelles parin 1 o 2 cries). Els adults tenen una longitud entre 16 i 21 centímetres. Viuen en grups familiars i posseeixen cures parentals, característica aquesta típica. La seva dieta es forma principalment a força d'insectes i aranyes, podent servir d'aliment a aus rapaces. Poden viure uns 25 anys en captivitat.